# NBA All-Defensive Team
NBA All-Defensive Team – umowna drużyna ogłaszana po zakończeniu sezonu regularnego w lidze NBA (po raz pierwszy w sezonie 1968/69), złożona z zawodników wyróżniających się w grze obronnej.
Wybierane są dwie drużyny (piątki). Każdy z nich składa się ze środkowego, dwóch skrzydłowych i dwóch obrońców. Wyboru dokonuje 30 głównych trenerów NBA, a każdy z nich prezentuje swoje dwie drużyny, uwzględniając pozycje na boisku. Szkoleniowcy nie mają prawa głosować na graczy trenowanego przez siebie klubu. Zawodnik wybrany do pierwszej piątki otrzymuje 2 punkty, do drugiej - jeden. Wyróżnienia otrzymują ci z największą sumą punktów. W przypadku równości punktów na tej samej pozycji, zespół może mieć więcej niż pięć nazwisk.
Rekordzistą NBA pod względem liczby wyróżnień jest skrzydłowy Tim Duncan, który otrzymał je 14-krotnie (podczas 15 sezonów), w tym 8 razy jako gracz pierwszego zespołu. Michael Jordan, Gary Payton, Kevin Garnett i Kobe Bryant wybrani zostali do pierwszego składu 9-krotnie (rekord). Kareem Abdul-Jabbar znalazł się 6 razy w drugiej drużynie (także rekord).
Czterokrotnie w historii przyznawania nagród Obrońcy Roku NBA zdarzyło się, aby jej laureat został wybrany do drugiego, a nie pierwszego składu najlepszych defensorów ligi. Miało to miejsce w 1986 (Alvin Robertson), 1995 (Dikembe Mutombo), 2012 (Tyson Chandler) oraz 2013 roku (Marc Gasol).

## Liderzy wszech czasów

### Wszystkie składy defensywne
- Tim Duncan – 15
- Kobe Bryant – 12
- Kevin Garnett – 12
- Kareem Abdul-Jabbar – 11
- Scottie Pippen – 10

### Pierwszy skład
- Michael Jordan – 9
- Gary Payton – 9
- Kevin Garnett – 9
- Kobe Bryant – 9

### Drugi skład
- Tim Duncan – 7
- Kareem Abdul-Jabbar – 6

## Wyróżnienia sezon po sezonie
|             | Członek koszykarskiej Galerii Sław                                              |
| (X)         | oznacza, który raz zawodnik został wybrany                                      |
| (*)         | oznacza wynik ex-aequo w głosowaniu                                             |
| Pogrubienie | oznacza zawodnika, który w tym samym roku zdobył nagrodę Obrońcy Roku (od 1983) |

| Sezon   | Pierwsza piątka            | Pierwsza piątka        | Druga piątka                | Druga piątka           |
| Sezon   | Zawodnik                   | Drużyna                | Zawodnik                    | Drużyna                |
| ------- | -------------------------- | ---------------------- | --------------------------- | ---------------------- |
| 1968/69 | Dave DeBusschere           | New York Knicks        | Rudy LaRusso                | San Francisco Warriors |
| 1968/69 | Nate Thurmond              | San Francisco Warriors | Tom Sanders                 | Boston Celtics         |
| 1968/69 | Bill Russell               | Boston Celtics         | John Havlicek               | Boston Celtics         |
| 1968/69 | Walt Frazier               | New York Knicks        | Jerry West                  | Los Angeles Lakers     |
| 1968/69 | Jerry Sloan                | Chicago Bulls          | Bill Bridges                | Atlanta Hawks          |
| 1969/70 | Dave DeBusschere (2)       | New York Knicks        | John Havlicek (2)           | Boston Celtics         |
| 1969/70 | Gus Johnson                | Baltimore Bullets      | Bill Bridges (2)            | Atlanta Hawks          |
| 1969/70 | Willis Reed                | New York Knicks        | Lew Alcindor                | Milwaukee Bucks        |
| 1969/70 | Walt Frazier (2)           | New York Knicks        | Joe Caldwell                | Atlanta Hawks          |
| 1969/70 | Jerry West (2)             | Los Angeles Lakers     | Jerry Sloan (2)             | Chicago Bulls          |
| 1970/71 | Dave DeBusschere (3)       | New York Knicks        | John Havlicek (3)           | Boston Celtics         |
| 1970/71 | Gus Johnson (2)            | Baltimore Bullets      | Paul Silas                  | Phoenix Suns           |
| 1970/71 | Nate Thurmond (2)          | San Francisco Warriors | Lew Alcindor (2)            | Milwaukee Bucks        |
| 1970/71 | Walt Frazier (3)           | New York Knicks        | Jerry Sloan (3)             | Chicago Bulls          |
| 1970/71 | Jerry West (3)             | Los Angeles Lakers     | Norm Van Lier               | Cincinnati Royals      |
| 1971/72 | Dave DeBusschere (4)       | New York Knicks        | Paul Silas (2)              | Phoenix Suns           |
| 1971/72 | John Havlicek (4)          | Boston Celtics         | Bob Love                    | Chicago Bulls          |
| 1971/72 | Wilt Chamberlain           | Los Angeles Lakers     | Nate Thurmond (3)           | Golden State Warriors  |
| 1971/72 | Jerry West (4)             | Los Angeles Lakers     | Norm Van Lier (2)           | Chicago Bulls          |
| 1971/72 | Walt Frazier (4) (*)       | New York Knicks        | Don Chaney                  | Boston Celtics         |
| 1971/72 | Jerry Sloan (4) (*)        | Chicago Bulls          | Don Chaney                  | Boston Celtics         |
| 1972/73 | Dave DeBusschere (5)       | New York Knicks        | Paul Silas (3)              | Phoenix Suns           |
| 1972/73 | John Havlicek (5)          | Boston Celtics         | Mike Riordan                | Baltimore Bullets      |
| 1972/73 | Wilt Chamberlain (2)       | Los Angeles Lakers     | Nate Thurmond (4)           | Golden State Warriors  |
| 1972/73 | Jerry West (5)             | Los Angeles Lakers     | Norm Van Lier (3)           | Chicago Bulls          |
| 1972/73 | Walt Frazier (5)           | New York Knicks        | Don Chaney (2)              | Boston Celtics         |
| 1973/74 | Dave DeBusschere (6)       | New York Knicks        | Elvin Hayes                 | Capital Bullets        |
| 1973/74 | John Havlicek (6)          | Boston Celtics         | Bob Love (2)                | Chicago Bulls          |
| 1973/74 | Kareem Abdul-Jabbar (3)    | Milwaukee Bucks        | Nate Thurmond (5)           | Golden State Warriors  |
| 1973/74 | Norm Van Lier (4)          | Chicago Bulls          | Don Chaney (3)              | Boston Celtics         |
| 1973/74 | Walt Frazier (6) (*)       | New York Knicks        | Dick Van Arsdale (*)        | Phoenix Suns           |
| 1973/74 | Jerry Sloan (5) (*)        | Chicago Bulls          | Jim Price (*)               | Los Angeles Lakers     |
| 1974/75 | John Havlicek (7)          | Boston Celtics         | Elvin Hayes (2)             | Washington Bullets     |
| 1974/75 | Paul Silas (4)             | Boston Celtics         | Bob Love (3)                | Chicago Bulls          |
| 1974/75 | Kareem Abdul-Jabbar (4)    | Milwaukee Bucks        | Dave Cowens                 | Boston Celtics         |
| 1974/75 | Jerry Sloan (6)            | Chicago Bulls          | Norm Van Lier (5)           | Chicago Bulls          |
| 1974/75 | Walt Frazier (7)           | New York Knicks        | Don Chaney (4)              | Boston Celtics         |
| 1975/76 | Paul Silas (5)             | Boston Celtics         | Jim Brewer                  | Cleveland Cavaliers    |
| 1975/76 | John Havlicek (8)          | Boston Celtics         | Jamaal Wilkes               | Golden State Warriors  |
| 1975/76 | Dave Cowens (2)            | Boston Celtics         | Kareem Abdul-Jabbar (5)     | Los Angeles Lakers     |
| 1975/76 | Norm Van Lier (6)          | Chicago Bulls          | Jim Cleamons                | Cleveland Cavaliers    |
| 1975/76 | Don Watts                  | Seattle SuperSonics    | Phil Smith                  | Golden State Warriors  |
| 1976/77 | Bobby Jones                | Denver Nuggets         | Jim Brewer (2)              | Cleveland Cavaliers    |
| 1976/77 | E.C. Coleman               | New Orleans Jazz       | Jamaal Wilkes (2)           | Golden State Warriors  |
| 1976/77 | Bill Walton                | Portland Trail Blazers | Kareem Abdul-Jabbar (6)     | Los Angeles Lakers     |
| 1976/77 | Don Buse                   | Indiana Pacers         | Brian Taylor                | Kansas City Kings      |
| 1976/77 | Norm Van Lier (7)          | Chicago Bulls          | Don Chaney (5)              | Los Angeles Lakers     |
| 1977/78 | Bobby Jones (2)            | Denver Nuggets         | E.C. Coleman (2)            | Golden State Warriors  |
| 1977/78 | Maurice Lucas              | Portland Trail Blazers | Bob Gross                   | Portland Trail Blazers |
| 1977/78 | Bill Walton (2)            | Portland Trail Blazers | Kareem Abdul-Jabbar (7) (*) | Los Angeles Lakers     |
| 1977/78 | Bill Walton (2)            | Portland Trail Blazers | Artis Gilmore (*)           | Chicago Bulls          |
| 1977/78 | Lionel Hollins             | Portland Trail Blazers | Norm Van Lier (8)           | Chicago Bulls          |
| 1977/78 | Don Buse (2)               | Phoenix Suns           | Quinn Buckner               | Milwaukee Bucks        |
| 1978/79 | Bobby Jones (3)            | Philadelphia 76ers     | Maurice Lucas (2)           | Portland Trail Blazers |
| 1978/79 | Bob Dandridge              | Washington Bullets     | M.L. Carr                   | Detroit Pistons        |
| 1978/79 | Kareem Abdul-Jabbar (8)    | Los Angeles Lakers     | Moses Malone                | Houston Rockets        |
| 1978/79 | Dennis Johnson             | Seattle SuperSonics    | Lionel Hollins (2)          | Portland Trail Blazers |
| 1978/79 | Don Buse (3)               | Phoenix Suns           | Eddie Johnson               | Atlanta Hawks          |
| 1979/80 | Bobby Jones (4)            | Philadelphia 76ers     | Scott Wedman                | Kansas City Kings      |
| 1979/80 | Dan Roundfield             | Atlanta Hawks          | Kermit Washington           | Portland Trail Blazers |
| 1979/80 | Kareem Abdul-Jabbar (9)    | Los Angeles Lakers     | Dave Cowens (3)             | Boston Celtics         |
| 1979/80 | Dennis Johnson (2)         | Seattle SuperSonics    | Quinn Buckner (2)           | Milwaukee Bucks        |
| 1979/80 | Don Buse (4) (*)           | Phoenix Suns           | Eddie Johnson (2)           | Atlanta Hawks          |
| 1979/80 | Micheal Ray Richardson (*) | New York Knicks        | Eddie Johnson (2)           | Atlanta Hawks          |
| 1980/81 | Bobby Jones (5)            | Philadelphia 76ers     | Dan Roundfield (2)          | Atlanta Hawks          |
| 1980/81 | Caldwell Jones             | Philadelphia 76ers     | Kermit Washington (2)       | Portland Trail Blazers |
| 1980/81 | Kareem Abdul-Jabbar (10)   | Los Angeles Lakers     | George T. Johnson           | San Antonio Spurs      |
| 1980/81 | Dennis Johnson (3)         | Phoenix Suns           | Quinn Buckner (3)           | Milwaukee Bucks        |
| 1980/81 | Micheal Ray Richardson (2) | New York Knicks        | Dudley Bradley (*)          | Indiana Pacers         |
| 1980/81 | Micheal Ray Richardson (2) | New York Knicks        | Michael Cooper (*)          | Los Angeles Lakers     |
| 1981/82 | Bobby Jones (6)            | Philadelphia 76ers     | Larry Bird                  | Boston Celtics         |
| 1981/82 | Dan Roundfield (3)         | Atlanta Hawks          | Lonnie Shelton              | Seattle SuperSonics    |
| 1981/82 | Caldwell Jones (2)         | Philadelphia 76ers     | Jack Sikma                  | Seattle SuperSonics    |
| 1981/82 | Michael Cooper (2)         | Los Angeles Lakers     | Quinn Buckner (4)           | Milwaukee Bucks        |
| 1981/82 | Dennis Johnson (4)         | Phoenix Suns           | Sidney Moncrief             | Milwaukee Bucks        |
| 1982/83 | Bobby Jones (7)            | Philadelphia 76ers     | Larry Bird (2)              | Boston Celtics         |
| 1982/83 | Dan Roundfield (4)         | Atlanta Hawks          | Kevin McHale                | Boston Celtics         |
| 1982/83 | Moses Malone (2)           | Philadelphia 76ers     | Wayne Rollins               | Atlanta Hawks          |
| 1982/83 | Sidney Moncrief (2)        | Milwaukee Bucks        | Michael Cooper (3)          | Los Angeles Lakers     |
| 1982/83 | Dennis Johnson (5) (*)     | Phoenix Suns           | T.R. Dunn                   | Denver Nuggets         |
| 1982/83 | Maurice Cheeks (*)         | Philadelphia 76ers     | T.R. Dunn                   | Denver Nuggets         |
| 1983/84 | Bobby Jones (8)            | Philadelphia 76ers     | Larry Bird (3)              | Boston Celtics         |
| 1983/84 | Michael Cooper (4)         | Los Angeles Lakers     | Dan Roundfield (5)          | Atlanta Hawks          |
| 1983/84 | Wayne Rollins (2)          | Atlanta Hawks          | Kareem Abdul-Jabbar (11)    | Los Angeles Lakers     |
| 1983/84 | Maurice Cheeks (2)         | Philadelphia 76ers     | Dennis Johnson (6)          | Boston Celtics         |
| 1983/84 | Sidney Moncrief (3)        | Milwaukee Bucks        | T.R. Dunn (2)               | Denver Nuggets         |
| 1984/85 | Sidney Moncrief (4)        | Milwaukee Bucks        | Bobby Jones (9)             | Philadelphia 76ers     |
| 1984/85 | Paul Pressey               | Milwaukee Bucks        | Danny Vranes                | Seattle SuperSonics    |
| 1984/85 | Mark Eaton                 | Utah Jazz              | Hakeem Olajuwon             | Houston Rockets        |
| 1984/85 | Michael Cooper (5)         | Los Angeles Lakers     | Dennis Johnson (7)          | Boston Celtics         |
| 1984/85 | Maurice Cheeks (3)         | Philadelphia 76ers     | T.R. Dunn (3)               | Denver Nuggets         |
| 1985/86 | Paul Pressey (2)           | Milwaukee Bucks        | Michael Cooper (6)          | Los Angeles Lakers     |
| 1985/86 | Kevin McHale (2)           | Boston Celtics         | Bill Hanzlik                | Denver Nuggets         |
| 1985/86 | Mark Eaton (2)             | Utah Jazz              | Manute Bol                  | Washington Bullets     |
| 1985/86 | Sidney Moncrief (5)        | Milwaukee Bucks        | Alvin Robertson             | San Antonio Spurs      |
| 1985/86 | Maurice Cheeks (4)         | Philadelphia 76ers     | Dennis Johnson (8)          | Boston Celtics         |
| 1986/87 | Kevin McHale (3)           | Boston Celtics         | Paul Pressey (3)            | Milwaukee Bucks        |
| 1986/87 | Michael Cooper (7)         | Los Angeles Lakers     | Rodney McCray               | Houston Rockets        |
| 1986/87 | Hakeem Olajuwon (2)        | Houston Rockets        | Mark Eaton (3)              | Utah Jazz              |
| 1986/87 | Alvin Robertson (2)        | San Antonio Spurs      | Maurice Cheeks (5)          | Philadelphia 76ers     |
| 1986/87 | Dennis Johnson (9)         | Boston Celtics         | Derek Harper                | Dallas Mavericks       |
| 1987/88 | Kevin McHale (4)           | Boston Celtics         | Buck Williams               | New Jersey Nets        |
| 1987/88 | Rodney McCray (2)          | Houston Rockets        | Karl Malone                 | Utah Jazz              |
| 1987/88 | Hakeem Olajuwon (3)        | Houston Rockets        | Mark Eaton (4) (*)          | Utah Jazz              |
| 1987/88 | Hakeem Olajuwon (3)        | Houston Rockets        | Patrick Ewing (*)           | New York Knicks        |
| 1987/88 | Michael Cooper (8)         | Los Angeles Lakers     | Alvin Robertson (3)         | San Antonio Spurs      |
| 1987/88 | Michael Jordan             | Chicago Bulls          | Fat Lever                   | Denver Nuggets         |
| 1988/89 | Dennis Rodman              | Detroit Pistons        | Kevin McHale (5)            | Boston Celtics         |
| 1988/89 | Larry Nance                | Cleveland Cavaliers    | A.C. Green                  | Los Angeles Lakers     |
| 1988/89 | Mark Eaton (5)             | Utah Jazz              | Patrick Ewing (2)           | New York Knicks        |
| 1988/89 | Michael Jordan (2)         | Chicago Bulls          | John Stockton               | Utah Jazz              |
| 1988/89 | Joe Dumars                 | Detroit Pistons        | Alvin Robertson (4)         | San Antonio Spurs      |
| 1989/90 | Dennis Rodman* (2)         | Detroit Pistons        | Kevin McHale (6)            | Boston Celtics         |
| 1989/90 | Buck Williams (2)          | Portland Trail Blazers | Rick Mahorn                 | Philadelphia 76ers     |
| 1989/90 | Hakeem Olajuwon (4)        | Houston Rockets        | David Robinson              | San Antonio Spurs      |
| 1989/90 | Michael Jordan (3)         | Chicago Bulls          | Derek Harper (2)            | Dallas Mavericks       |
| 1989/90 | Joe Dumars (2)             | Detroit Pistons        | Alvin Robertson (5)         | Milwaukee Bucks        |
| 1990/91 | Michael Jordan (4)         | Chicago Bulls          | Joe Dumars (3)              | Detroit Pistons        |
| 1990/91 | Alvin Robertson (6)        | Milwaukee Bucks        | John Stockton (2)           | Utah Jazz              |
| 1990/91 | David Robinson (2)         | San Antonio Spurs      | Hakeem Olajuwon (5)         | Houston Rockets        |
| 1990/91 | Dennis Rodman* (3)         | Detroit Pistons        | Scottie Pippen              | Chicago Bulls          |
| 1990/91 | Buck Williams (3)          | Portland Trail Blazers | Dan Majerle                 | Phoenix Suns           |
| 1991/92 | Dennis Rodman (4)          | Detroit Pistons        | Larry Nance (2)             | Cleveland Cavaliers    |
| 1991/92 | Scottie Pippen (2)         | Chicago Bulls          | Buck Williams (4)           | Portland Trail Blazers |
| 1991/92 | David Robinson (3)         | San Antonio Spurs      | Patrick Ewing (3)           | New York Knicks        |
| 1991/92 | Michael Jordan (5)         | Chicago Bulls          | John Stockton (3)           | Utah Jazz              |
| 1991/92 | Joe Dumars (4)             | Detroit Pistons        | Micheal Williams            | Indiana Pacers         |
| 1992/93 | Scottie Pippen (3)         | Chicago Bulls          | Horace Grant                | Chicago Bulls          |
| 1992/93 | Dennis Rodman (5)          | Detroit Pistons        | Larry Nance (3)             | Cleveland Cavaliers    |
| 1992/93 | Hakeem Olajuwon (6)        | Houston Rockets        | David Robinson (4)          | San Antonio Spurs      |
| 1992/93 | Michael Jordan (6)         | Chicago Bulls          | Dan Majerle (2)             | Phoenix Suns           |
| 1992/93 | Joe Dumars (5)             | Detroit Pistons        | John Starks                 | New York Knicks        |
| 1993/94 | Scottie Pippen (4)         | Chicago Bulls          | Dennis Rodman (6)           | San Antonio Spurs      |
| 1993/94 | Charles Oakley             | New York Knicks        | Horace Grant (2)            | Chicago Bulls          |
| 1993/94 | Hakeem Olajuwon (7)        | Houston Rockets        | David Robinson (5)          | San Antonio Spurs      |
| 1993/94 | Gary Payton                | Seattle SuperSonics    | Nate McMillan               | Seattle SuperSonics    |
| 1993/94 | Mookie Blaylock            | Atlanta Hawks          | Latrell Sprewell            | Golden State Warriors  |
| 1994/95 | Scottie Pippen (5)         | Chicago Bulls          | Horace Grant (3)            | Orlando Magic          |
| 1994/95 | Dennis Rodman (7)          | San Antonio Spurs      | Derrick McKey               | Indiana Pacers         |
| 1994/95 | David Robinson (6)         | San Antonio Spurs      | Dikembe Mutombo             | Denver Nuggets         |
| 1994/95 | Gary Payton (2)            | Seattle SuperSonics    | John Stockton (4)           | Utah Jazz              |
| 1994/95 | Mookie Blaylock (2)        | Atlanta Hawks          | Nate McMillan (2)           | Seattle SuperSonics    |
| 1995/96 | Scottie Pippen (6)         | Chicago Bulls          | Horace Grant (4)            | Orlando Magic          |
| 1995/96 | Dennis Rodman (8)          | Chicago Bulls          | Derrick McKey (2)           | Indiana Pacers         |
| 1995/96 | David Robinson (7)         | San Antonio Spurs      | Hakeem Olajuwon (8)         | Houston Rockets        |
| 1995/96 | Gary Payton (3)            | Seattle SuperSonics    | Mookie Blaylock (3)         | Atlanta Hawks          |
| 1995/96 | Michael Jordan (7)         | Chicago Bulls          | Bobby Phills                | Cleveland Cavaliers    |
| 1996/97 | Scottie Pippen (7)         | Chicago Bulls          | Anthony Mason               | Charlotte Hornets      |
| 1996/97 | Karl Malone (2)            | Utah Jazz              | P.J. Brown                  | Miami Heat             |
| 1996/97 | Dikembe Mutombo (2)        | Atlanta Hawks          | Hakeem Olajuwon (9)         | Houston Rockets        |
| 1996/97 | Michael Jordan (8)         | Chicago Bulls          | Mookie Blaylock(4)          | Atlanta Hawks          |
| 1996/97 | Gary Payton (4)            | Seattle SuperSonics    | John Stockton (5)           | Utah Jazz              |
| 1997/98 | Scottie Pippen (8)         | Chicago Bulls          | Tim Duncan                  | San Antonio Spurs      |
| 1997/98 | Karl Malone (3)            | Utah Jazz              | Charles Oakley (2)          | New York Knicks        |
| 1997/98 | Dikembe Mutombo (3)        | Atlanta Hawks          | David Robinson (8)          | San Antonio Spurs      |
| 1997/98 | Gary Payton (5)            | Seattle SuperSonics    | Mookie Blaylock (5)         | Atlanta Hawks          |
| 1997/98 | Michael Jordan (9)         | Chicago Bulls          | Eddie Jones                 | Los Angeles Lakers     |
| 1998/99 | Tim Duncan (2)             | San Antonio Spurs      | P.J. Brown (2)              | Miami Heat             |
| 1998/99 | Jason Kidd                 | Phoenix Suns           | Theo Ratliff                | Philadelphia 76ers     |
| 1998/99 | Alonzo Mourning            | Miami Heat             | Dikembe Mutombo (4)         | Atlanta Hawks          |
| 1998/99 | Gary Payton (6)            | Seattle SuperSonics    | Mookie Blaylock (6)         | Atlanta Hawks          |
| 1998/99 | Karl Malone (4) (*)        | Utah Jazz              | Eddie Jones (2)             | Charlotte Hornets      |
| 1998/99 | Scottie Pippen (9) (*)     | Houston Rockets        | Eddie Jones (2)             | Charlotte Hornets      |
| 1999/00 | Tim Duncan (3)             | San Antonio Spurs      | Scottie Pippen (10)         | Portland Trail Blazers |
| 1999/00 | Kevin Garnett              | Minnesota Timberwolves | Clifford Robinson           | Phoenix Suns           |
| 1999/00 | Alonzo Mourning (2)        | Miami Heat             | Shaquille O’Neal            | Los Angeles Lakers     |
| 1999/00 | Gary Payton (7)            | Seattle SuperSonics    | Eddie Jones (3)             | Charlotte Hornets      |
| 1999/00 | Kobe Bryant                | Los Angeles Lakers     | Jason Kidd (2)              | Phoenix Suns           |
| 2000/01 | Tim Duncan (4)             | San Antonio Spurs      | Bruce Bowen                 | Miami Heat             |
| 2000/01 | Kevin Garnett (2)          | Minnesota Timberwolves | P.J. Brown (3)              | Charlotte Hornets      |
| 2000/01 | Dikembe Mutombo (5)        | Philadelphia 76ers     | Shaquille O’Neal (2)        | Los Angeles Lakers     |
| 2000/01 | Gary Payton (8)            | Seattle SuperSonics    | Kobe Bryant (2)             | Los Angeles Lakers     |
| 2000/01 | Jason Kidd (3)             | Phoenix Suns           | Doug Christie               | Sacramento Kings       |
| 2001/02 | Tim Duncan (5)             | San Antonio Spurs      | Bruce Bowen (2)             | San Antonio Spurs      |
| 2001/02 | Kevin Garnett (3)          | Minnesota Timberwolves | Clifford Robinson (2)       | Detroit Pistons        |
| 2001/02 | Ben Wallace                | Detroit Pistons        | Dikembe Mutombo (6)         | Philadelphia 76ers     |
| 2001/02 | Gary Payton (9)            | Seattle SuperSonics    | Kobe Bryant (3)             | Los Angeles Lakers     |
| 2001/02 | Jason Kidd (4)             | New Jersey Nets        | Doug Christie (2)           | Sacramento Kings       |
| 2002/03 | Tim Duncan (6)             | San Antonio Spurs      | Ron Artest                  | Indiana Pacers         |
| 2002/03 | Kevin Garnett (4)          | Minnesota Timberwolves | Bruce Bowen (3)             | San Antonio Spurs      |
| 2002/03 | Ben Wallace (2)            | Detroit Pistons        | Shaquille O’Neal (3)        | Los Angeles Lakers     |
| 2002/03 | Doug Christie (3)          | Sacramento Kings       | Jason Kidd (5)              | New Jersey Nets        |
| 2002/03 | Kobe Bryant (4)            | Los Angeles Lakers     | Eric Snow                   | Philadelphia 76ers     |
| 2003/04 | Ron Artest (2)             | Indiana Pacers         | Andriej Kirilenko           | Utah Jazz              |
| 2003/04 | Kevin Garnett (5)          | Minnesota Timberwolves | Tim Duncan (7)              | San Antonio Spurs      |
| 2003/04 | Ben Wallace (3)            | Detroit Pistons        | Theo Ratliff (2)            | Portland Trail Blazers |
| 2003/04 | Bruce Bowen (4)            | San Antonio Spurs      | Doug Christie (4)           | Sacramento Kings       |
| 2003/04 | Kobe Bryant (5)            | Los Angeles Lakers     | Jason Kidd (6)              | New Jersey Nets        |
| 2004/05 | Ben Wallace (4)            | Detroit Pistons        | Tayshaun Prince             | Detroit Pistons        |
| 2004/05 | Kevin Garnett (6)          | Minnesota Timberwolves | Marcus Camby                | Denver Nuggets         |
| 2004/05 | Bruce Bowen (5)            | San Antonio Spurs      | Chauncey Billups            | Detroit Pistons        |
| 2004/05 | Tim Duncan (8)             | San Antonio Spurs      | Andriej Kirilenko (2)       | Utah Jazz              |
| 2004/05 | Larry Hughes               | Washington Wizards     | Jason Kidd (7) (*)          | New Jersey Nets        |
| 2004/05 | Larry Hughes               | Washington Wizards     | Dwyane Wade (*)             | Miami Heat             |
| 2005/06 | Bruce Bowen (6)            | San Antonio Spurs      | Tim Duncan (9)              | San Antonio Spurs      |
| 2005/06 | Ben Wallace (5)            | Detroit Pistons        | Chauncey Billups (2)        | Detroit Pistons        |
| 2005/06 | Andriej Kirilenko (3)      | Utah Jazz              | Kevin Garnett (7)           | Minnesota Timberwolves |
| 2005/06 | Ron Artest (3)             | Indiana Pacers         | Marcus Camby (2)            | Denver Nuggets         |
| 2005/06 | Kobe Bryant (6) (*)        | Los Angeles Lakers     | Tayshaun Prince (2)         | Detroit Pistons        |
| 2005/06 | Jason Kidd (7) (*)         | New Jersey Nets        | Tayshaun Prince (2)         | Detroit Pistons        |
| 2006/07 | Bruce Bowen (7)            | San Antonio Spurs      | Ben Wallace (6)             | Chicago Bulls          |
| 2006/07 | Tim Duncan (10)            | San Antonio Spurs      | Kirk Hinrich                | Chicago Bulls          |
| 2006/07 | Marcus Camby (3)           | Denver Nuggets         | Jason Kidd (8)              | New Jersey Nets        |
| 2006/07 | Kobe Bryant (7)            | Los Angeles Lakers     | Tayshaun Prince (3)         | Detroit Pistons        |
| 2006/07 | Raja Bell                  | Phoenix Suns           | Kevin Garnett (8)           | Minnesota Timberwolves |
| 2007/08 | Kevin Garnett (9)          | Boston Celtics         | Shane Battier               | Houston Rockets        |
| 2007/08 | Kobe Bryant (8)            | Los Angeles Lakers     | Chris Paul                  | New Orleans Hornets    |
| 2007/08 | Marcus Camby (4)           | Denver Nuggets         | Dwight Howard               | Orlando Magic          |
| 2007/08 | Bruce Bowen (8)            | San Antonio Spurs      | Tayshaun Prince (4)         | Detroit Pistons        |
| 2007/08 | Tim Duncan (11)            | San Antonio Spurs      | Raja Bell (2)               | Phoenix Suns           |
| 2008/09 | Dwight Howard (2)          | Orlando Magic          | Tim Duncan (12)             | San Antonio Spurs      |
| 2008/09 | Kobe Bryant (9)            | Los Angeles Lakers     | Dwyane Wade (2)             | Miami Heat             |
| 2008/09 | LeBron James               | Cleveland Cavaliers    | Rajon Rondo                 | Boston Celtics         |
| 2008/09 | Chris Paul (2)             | New Orleans Hornets    | Shane Battier (2)           | Houston Rockets        |
| 2008/09 | Kevin Garnett (10)         | Boston Celtics         | Ron Artest (4)              | Houston Rockets        |
| 2009/10 | Dwight Howard (3)          | Orlando Magic          | Tim Duncan (13)             | San Antonio Spurs      |
| 2009/10 | Rajon Rondo (2)            | Boston Celtics         | Dwyane Wade (3)             | Miami Heat             |
| 2009/10 | LeBron James (2)           | Cleveland Cavaliers    | Josh Smith                  | Atlanta Hawks          |
| 2009/10 | Kobe Bryant (10)           | Los Angeles Lakers     | Anderson Varejao            | Cleveland Cavaliers    |
| 2009/10 | Gerald Wallace             | Charlotte Bobcats      | Thabo Sefolosha             | Oklahoma City Thunder  |
| 2010/11 | Dwight Howard (4)          | Orlando Magic          | Tony Allen                  | Memphis Grizzlies      |
| 2010/11 | Rajon Rondo (3)            | Boston Celtics         | Chris Paul (3)              | New Orleans Hornets    |
| 2010/11 | LeBron James (3)           | Miami Heat             | Tyson Chandler              | Dallas Mavericks       |
| 2010/11 | Kobe Bryant (11)           | Los Angeles Lakers     | Andre Iguodala              | Philadelphia 76ers     |
| 2010/11 | Kevin Garnett (11)         | Boston Celtics         | Joakim Noah                 | Chicago Bulls          |
| 2011/12 | LeBron James (4)           | Miami Heat             | Kevin Garnett (12)          | Boston Celtics         |
| 2011/12 | Serge Ibaka                | Oklahoma City Thunder  | Luol Deng                   | Chicago Bulls          |
| 2011/12 | Dwight Howard (5)          | Orlando Magic          | Tyson Chandler (2)          | New York Knicks        |
| 2011/12 | Chris Paul (4)             | Los Angeles Clippers   | Rajon Rondo (4)             | Boston Celtics         |
| 2011/12 | Tony Allen (2)             | Memphis Grizzlies      | Kobe Bryant (12)            | Los Angeles Lakers     |
| 2012/13 | LeBron James (5)           | Miami Heat             | Tim Duncan (14)             | San Antonio Spurs      |
| 2012/13 | Serge Ibaka (2)            | Oklahoma City Thunder  | Paul George                 | Indiana Pacers         |
| 2012/13 | Tyson Chandler (3)(*)      | New York Knicks        | Marc Gasol                  | Memphis Grizzlies      |
| 2012/13 | Joakim Noah (2)(*)         | Chicago Bulls          | Marc Gasol                  | Memphis Grizzlies      |
| 2012/13 | Tony Allen (3)             | Memphis Grizzlies      | Avery Bradley               | Boston Celtics         |
| 2012/13 | Chris Paul (5)             | Los Angeles Clippers   | Mike Conley                 | Memphis Grizzlies      |
| 2013/14 | Joakim Noah (3)            | Chicago Bulls          | LeBron James (6)            | Miami Heat             |
| 2013/14 | Paul George (2)            | Indiana Pacers         | Patrick Beverley            | Houston Rockets        |
| 2013/14 | Chris Paul (6)             | Los Angeles Clippers   | Jimmy Butler                | Chicago Bulls          |
| 2013/14 | Serge Ibaka (3)            | Oklahoma City Thunder  | Kawhi Leonard               | San Antonio Spurs      |
| 2013/14 | Andre Iguodala (2)         | Golden State Warriors  | Roy Hibbert                 | Indiana Pacers         |
| 2014/15 | Kawhi Leonard (2)          | San Antonio Spurs      | Anthony Davis               | New Orleans Pelicans   |
| 2014/15 | Draymond Green             | Golden State Warriors  | Jimmy Butler (2)            | Chicago Bulls          |
| 2014/15 | Tony Allen (4)             | Memphis Grizzlies      | Andrew Bogut^               | Golden State Warriors  |
| 2014/15 | DeAndre Jordan             | Los Angeles Clippers   | John Wall                   | Washington Wizards     |
| 2014/15 | Chris Paul (7)             | Los Angeles Clippers   | Tim Duncan (15)             | San Antonio Spurs      |
| 2015/16 | Kawhi Leonard (3)          | San Antonio Spurs      | Paul George (3)             | Indiana Pacers         |
| 2015/16 | Draymond Green (2)         | Golden State Warriors  | Paul Millsap                | Atlanta Hawks          |
| 2015/16 | Avery Bradley (2)          | Boston Celtics         | Hassan Whiteside            | Miami Heat             |
| 2015/16 | DeAndre Jordan (2)         | Los Angeles Clippers   | Tony Allen (5)              | Memphis Grizzlies      |
| 2015/16 | Chris Paul (8)             | Los Angeles Clippers   | Jimmy Butler (3)            | Chicago Bulls          |
| 2016/17 | Draymond Green (3)         | Golden State Warriors  | Tony Allen (6)              | Memphis Grizzlies      |
| 2016/17 | Rudy Gobert                | Utah Jazz              | Danny Green                 | San Antonio Spurs      |
| 2016/17 | Kawhi Leonard (4)          | San Antonio Spurs      | Anthony Davis (2)           | New Orleans Pelicans   |
| 2016/17 | Chris Paul (9)             | Los Angeles Clippers   | André Roberson              | Oklahoma City Thunder  |
| 2016/17 | Patrick Beverley (2)       | Houston Rockets        | Janis Andetokunmbo          | Milwaukee Bucks        |
| 2017/18 | Rudy Gobert (2)            | Utah Jazz              | Joel Embiid                 | Philadelphia 76ers     |
| 2017/18 | Anthony Davis (3)          | New Orleans Pelicans   | Draymond Green (4)          | Golden State Warriors  |
| 2017/18 | Victor Oladipo             | Indiana Pacers         | Al Horford                  | Boston Celtics         |
| 2017/18 | Jrue Holiday               | New Orleans Pelicans   | Dejounte Murray             | San Antonio Spurs      |
| 2017/18 | Robert Covington           | Philadelphia 76ers     | Jimmy Butler (4)            | Minnesota Timberwolves |
| 2018/19 | Rudy Gobert (3)            | Utah Jazz              | Jrue Holiday (2)            | New Orleans Pelicans   |
| 2018/19 | Paul George (4)            | Oklahoma City Thunder  | Klay Thompson               | Golden State Warriors  |
| 2018/19 | Janis Andetokunmbo (2)     | Milwaukee Bucks        | Joel Embiid (2)             | Philadelphia 76ers     |
| 2018/19 | Marcus Smart               | Boston Celtics         | Draymond Green (5)          | Golden State Warriors  |
| 2018/19 | Eric Bledsoe               | Milwaukee Bucks        | Kawhi Leonard (5)           | Toronto Raptors        |
| 2019/20 | Janis Andetokunmbo (3)     | Milwaukee Bucks        | Kawhi Leonard (6)           | Los Angeles Clippers   |
| 2019/20 | Anthony Davis (4)          | Los Angeles Lakers     | Brook Lopez                 | Milwaukee Bucks        |
| 2019/20 | Ben Simmons                | Philadelphia 76ers     | Bam Adebayo                 | Miami Heat             |
| 2019/20 | Rudy Gobert (4)            | Utah Jazz              | Patrick Beverley (3)        | Los Angeles Clippers   |
| 2019/20 | Marcus Smart (2)           | Boston Celtics         | Eric Bledsoe (2)            | Milwaukee Bucks        |
| 2020/21 | Rudy Gobert (5)            | Utah Jazz              | Bam Adebayo (2)             | Miami Heat             |
| 2020/21 | Ben Simmons (2)            | Philadelphia 76ers     | Jimmy Butler (5)            | Miami Heat             |
| 2020/21 | Draymond Green (6)         | Golden State Warriors  | Joel Embiid (3)             | Philadelphia 76ers     |
| 2020/21 | Jrue Holiday (3)           | Milwaukee Bucks        | Matisse Thybulle            | Philadelphia 76ers     |
| 2020/21 | Janis Andetokunmbo (4)     | Milwaukee Bucks        | Kawhi Leonard (7)           | Los Angeles Clippers   |
| 2021/22 | Marcus Smart (3)           | Boston Celtics         | Bam Adebayo (3)             | Miami Heat             |
| 2021/22 | Mikal Bridges              | Phoenix Suns           | Jrue Holiday (4)            | Milwaukee Bucks        |
| 2021/22 | Rudy Gobert (6)            | Utah Jazz              | Matisse Thybulle (2)        | Philadelphia 76ers     |
| 2021/22 | Giannis Antetokounmpo (5)  | Milwaukee Bucks        | Robert Williams             | Boston Celtics         |
| 2021/22 | Jaren Jackson              | Memphis Grizzlies      | Draymond Green (7)          | Golden State Warriors  |
| 2022/23 | Jaren Jackson (2)          | Memphis Grizzlies      | Derrick White               | Boston Celtics         |
| 2022/23 | Jrue Holiday (5)           | Milwaukee Bucks        | Draymond Green (8)          | Golden State Warriors  |
| 2022/23 | Brook Lopez (2)            | Milwaukee Bucks        | OG Anunoby                  | Toronto Raptors        |
| 2022/23 | Evan Mobley                | Cleveland Cavaliers    | Dillon Brooks               | Memphis Grizzlies      |
| 2022/23 | Alex Caruso                | Chicago Bulls          | Bam Adebayo (4)             | Miami Heat             |
| 2023/24 | Rudy Gobert (7)            | Minnesota Timberwolves | Alex Caruso (2)             | Chicago Bulls          |
| 2023/24 | Victor Wembanyama          | San Antonio Spurs      | Jalen Suggs                 | Orlando Magic          |
| 2023/24 | Bam Adebayo (5)            | Miami Heat             | Derrick White (2)           | Boston Celtics         |
| 2023/24 | Herbert Jones              | New Orleans Pelicans   | Jaden McDaniels             | Minnesota Timberwolves |
| 2023/24 | Anthony Davis (5)          | Los Angeles Lakers     | Jrue Holiday (6)            | Boston Celtics         |